# International Women's Open 2006 - Doppio
Il doppio dell'International Women's Open 2006 è stato un torneo di tennis facente parte del WTA Tour 2006.
Lisa Raymond e Rennae Stubbs erano le detentrici del titol , ma hanno partecipato con partner differenti, Raymond con Samantha Stosur e Stubbs con Nathalie Dechy.
Dechy e Stubbs hanno perso nel 1º turno contro Liezel Huber e Martina Navrátilová.
Raymond e Stosur hanno perso in semifinale contro Huber e Navrátilová.
Svetlana Kuznecova e Amélie Mauresmo hanno battuto in finale 6–2, 6–4 Huber e Navrátilová.

## Teste di serie
1. Lisa Raymond /  Samantha Stosur (semifinali)
2. Daniela Hantuchová /  Ai Sugiyama (quarti di finale)
3. Anna-Lena Grönefeld /  Meghann Shaughnessy (primo turno)
4. Liezel Huber /  Martina Navrátilová (finale)

## Tabellone

### Legenda
| - Q = Qualificato - WC = Wild card - LL = Lucky loser | - ALT = Alternate - SE = Special Exempt - PR = Protected Ranking | - w/o = Walkover - r = Ritirato - d = Squalificato |